# Cagliari Calcio 1986-1987
Questa voce raccoglie le informazioni riguardanti il Cagliari Calcio nelle competizioni ufficiali della stagione 1986-1987.

## Stagione
A seguito alle sentenze relative allo scandalo del Totonero-bis, venuto a galla durante l'estate 1986, che vide coinvolto anche il Cagliari, furono comminate dei punti di penalizzazione alle squadre coinvolte. Il Cagliari iniziò il torneo con -5 punti in classifica, le altre squadre sanzionate furono la Lazio che partì con un -9 in classifica e la Triestina con -4.
La prima giornata del campionato fu disputata il 14 settembre 1986 e il Cagliari, con in panchina l'allenatore della passata stagione Gustavo Giagnoni, affrontò male l'inizio del campionato perdendo 2 a 1 in trasferta contro l'Arezzo e incassando, nelle giornate successive, altre due sconfitte contro Vicenza e Messina. Il primo punto arrivò solo alla 4ª giornata pareggiando al Sant'Elia per 0 a 0 contro il Pescara. 
Questa partita innescherà un mini ciclo positivo, il Cagliari andrà a pareggiare altre tre partite contro Sambenedettese, Cremonese e Parma e inanellando ben 3 vittorie consecutive contro Campobasso, Bari e Cesena, venendo poi fermati, all'11ª giornata dalla Triestina con un secco 3 a 0. Dopo quella partita, i sardi ebbero un andamento poco costante, alternando sconfitte come per esempio il 2 a 0 subito contro Genoa o il 3 a 2 contro il Pisa, a vittorie come il 2 a 1 rifilato alla Lazio e il 3 a 1 al Catania. 
Il Cagliari fece 17 punti nel girone di andata ma rimase sempre nelle zone basse della classifica, dove pesavano i 5 punti di penalizzazione e l'avvio stentato di inizio campionato.
Il girone di ritorno fu un'alternanza di risultati, a nulla valsero le reti dell'intramontabile Gigi Piras e di Montesano, che saranno i bomber della squadra con 7 reti ciascuno. La matematica retrocessione in Serie C/1 arrivò con tre gare di anticipo, chiudendo il campionato all'ultimo posto (tale anche al netto della penalizzazione) con 26 punti. 
Oltre ai rossoblù scesero di categoria il Catania, il Vicenza e il Campobasso, mentre riuscirono a salvarsi la Triestina e soprattutto la Lazio.
Diversamente dal campionato, dove le cose andavano male, il Cagliari ebbe un percorso straordinario in Coppa Italia, raggiungendo clamorosamente le semifinali del torneo. La squadra sarda superò il primo turno chiudendo il proprio girone secondo alle spalle del Torino; poi agli ottavi eliminò nel doppio confronto proprio la squadra granata sconfiggendoli 1 a 0 al Sant'Elia e pareggiando il ritorno per 0 a 0. Ai quarti riuscì a tenere testa alla blasonata Juventus pareggiando entrambi i confronti, 1 a 1 in casa e soprattutto un incredibile 2 a 2 a Torino che permise ai rossoblù di passare il turno. In semifinale invece, si dovette piegare al Napoli di Maradona, venendo sconfitti sia in casa per 0 a 1 in un Sant'Elia gremito come nelle grandi occasioni e subendo purtroppo un pesante 4 a 1 a Napoli.

## Organigramma societario
Area direttiva
- Presidente: cav. uff. Luigi Riva poi Lucio Cordeddu
- Segretaria: rag. Antonietta Arpe
- Medico sociale: dott. Silvio Fadda

Area tecnica
- Allenatore: Gustavo Giagnoni
- Secondo allenatore: Antonio Congiu
- Preparatore atletico: prof. Vincenzo Molinas
- Allenatore Primavera: Nené

## Rosa
| N. |                   | Ruolo | Calciatore             |
| -- | ----------------- | ----- | ---------------------- |
|    | Italia (bandiera) | P     | Roberto Dore           |
|    | Italia (bandiera) | P     | Roberto Sorrentino     |
|    | Italia (bandiera) | D     | Gianluca Festa         |
|    | Italia (bandiera) | D     | Daniele Davin          |
|    | Italia (bandiera) | D     | Michele Fadda          |
|    | Italia (bandiera) | D     | Gianfranco Giancamilli |
|    | Italia (bandiera) | D     | Biagio Grasso          |
|    | Italia (bandiera) | D     | Marco Marchi           |
|    | Italia (bandiera) | D     | Mauro Valentini        |
|    | Italia (bandiera) | D     | Maurizio Venturi       |
|    | Italia (bandiera) | D     | Viero Vignoli          |
|    | Italia (bandiera) | C     | Pasquale Casale        |
|    | Italia (bandiera) | C     | Roberto Bergamaschi    |

| N. |                   | Ruolo | Calciatore            |
| -- | ----------------- | ----- | --------------------- |
|    | Italia (bandiera) | C     | Lucio Bernardini      |
|    | Italia (bandiera) | C     | Gianluca Congiu       |
|    | Italia (bandiera) | C     | Riccardo Maritozzi    |
|    | Italia (bandiera) | C     | Luciano Miani         |
|    | Italia (bandiera) | C     | Giampaolo Montesano   |
|    | Italia (bandiera) | C     | Andrea Pallanch       |
|    | Italia (bandiera) | C     | Marco Pecoraro Scanio |
|    | Italia (bandiera) | C     | Ivo Pulga             |
|    | Italia (bandiera) | A     | Antonello Congiu      |
|    | Italia (bandiera) | A     | Massimiliano Pani     |
|    | Italia (bandiera) | A     | Massimo Pellegrini    |
|    | Italia (bandiera) | A     | Luigi Piras (C)       |

## Divise e sponsor
Le divise per la stagione 1986-1987 sono classiche: a quarti rossoblù la prima, bianca la seconda. Sono marcate Latas, mentre il main sponsor rimane F.O.S.
| Casa | Trasferta |  |

## Risultati

### Serie B

#### Girone di andata
| Arbitro: | Dal Forno (Ivrea) |

|                                   |           |               |
| De Stefanis 83’ Muraro 88’ (rig.) | Marcatori | 81’ Montesano |

| Arbitro: | Novi (Pisa) |

|                  |           |                                           |
| Piras 85’ (rig.) | Marcatori | 21’ El. Nicolini 64’ Savino 70’ Fortunato |

| Arbitro: | Nicchi (Arezzo) |

|                         |           |  |
| Orati 22’ Bellopede 69’ | Marcatori |  |

| Cagliari 5 ottobre 1986 4ª giornata | Cagliari           | 0 – 0 | Pescara | Stadio Sant'Elia\| Arbitro: \| Acri (Novi Ligure) \| |
| Arbitro:                            | Acri (Novi Ligure) |       |         |                                                      |

| Arbitro: | Di Cola (Avezzano) |

|           |           |                |
| Annoni 8’ | Marcatori | 3’ Bergamaschi |

| Arbitro: | Luci (Firenze) |

|                        |           |                               |
| Piras 2’ Montesano 15’ | Marcatori | 22’ Chiorri 33’ (aut.) Marchi |

| Parma 26 ottobre 1986 7ª giornata | Parma          | 0 – 0 | Cagliari | Stadio Ennio Tardini\| Arbitro: \| Tarallo (Como) \| |
| Arbitro:                          | Tarallo (Como) |       |          |                                                      |

| Arbitro: | Cornieti (Forlì) |

|                    |           |  |
| Perrone 10’ (aut.) | Marcatori |  |

| Arbitro: | Di Cola (Avezzano) |

|  |           |                      |
|  | Marcatori | 45’ (rig.) Montesano |

| Arbitro: | Testa (Prato) |

|                                               |           |              |
| Bernardini 25’ Piras 33’ (rig.) Montesano 52’ | Marcatori | 29’ Angelini |

| Arbitro: | Felicani (Bologna) |

|                                                  |           |  |
| Miani 50’ (aut.) De Falco 83’ Cinello 70’ (rig.) | Marcatori |  |

| Arbitro: | Pucci (Firenze) |

|                     |           |  |
| Gridelli 78’ (aut.) | Marcatori |  |

| Cagliari 7 dicembre 1986 13ª giornata | Cagliari            | 0 – 0 | Bologna | Stadio Sant'Elia\| Arbitro: \| Lamorgese (Potenza) \| |
| Arbitro:                              | Lamorgese (Potenza) |       |         |                                                       |

| Arbitro: | Cornieti (Forlì) |

|                                   |           |  |
| Scanziani 15’ Cipriani 60’ (rig.) | Marcatori |  |

| Arbitro: | Tarallo |

|  |           |                  |
|  | Marcatori | 66’ A. Schillaci |

| Arbitro: | Amendolia (Messina) |

|             |           |  |
| Rabitti 58’ | Marcatori |  |

| Arbitro: | Baldas (Trieste) |

|                                            |           |                            |
| Cuoghi 29’ Cecconi 49’ Ipsaro Passione 64’ | Marcatori | 25’ Pani 39’ M. Pellegrini |

| Arbitro: | Testa (Prato) |

|                                             |           |              |
| Tesser 31’ (aut.) Montesano 60’ (rig.), 78’ | Marcatori | 58’ Sorbello |

| Arbitro: | Vecchiatini (Bologna) |

|                                       |           |  |
| Pasculli 14’ Barbas 38’ O. Tacchi 68’ | Marcatori |  |

#### Girone di ritorno
| Cagliari 8 febbraio 1987 20ª giornata | Cagliari           | 0 – 0 | Arezzo | Stadio Sant'Elia\| Arbitro: \| Sguizzato (Verona) \| |
| Arbitro:                              | Sguizzato (Verona) |       |        |                                                      |

| Arbitro: | Novi (Pisa) |

|  |           |                   |
|  | Marcatori | 86’ M. Pellegrini |

| Cagliari 1º marzo 1987 22ª giornata | Cagliari        | 0 – 0 | Messina | Stadio Sant'Elia\| Arbitro: \| Magni (Bergamo) \| |
| Arbitro:                            | Magni (Bergamo) |       |         |                                                   |

| Arbitro: | Testa (Prato) |

|                                   |           |                                  |
| Bosco 40’ Rebonato 46’ Pagano 68’ | Marcatori | 4’ Maritozzi 44’ Pecoraro Scanio |

| Arbitro: | Cornieti (Forlì) |

|           |           |  |
| Piras 65’ | Marcatori |  |

| Arbitro: | Bruschini (Firenze) |

|                                        |           |  |
| Marchi 49’ (aut.) Nicoletti 86’ (rig.) | Marcatori |  |

| Arbitro: | Fabricatore (Roma) |

|                 |           |                      |
| Bergamaschi 63’ | Marcatori | 42’ (aut.) Maritozzi |

| Arbitro: | Lanese (Messina) |

|                                 |           |  |
| Vagheggi 20’ (rig.) Perrone 45’ | Marcatori |  |

| Arbitro: | Nicchi (Arezzo) |

|                        |           |                           |
| Pani 39’ Montesano 83’ | Marcatori | 41’ De Trizio 85’ Roselli |

| Arbitro: | Acri (Novi Ligure) |

|            |           |  |
| Traini 41’ | Marcatori |  |

| Cagliari 26 aprile 1987 30ª giornata | Cagliari           | 0 – 0 | Triestina | Stadio Sant'Elia\| Arbitro: \| Felicani (Bologna) \| |
| Arbitro:                             | Felicani (Bologna) |       |           |                                                      |

| Arbitro: | Vecchiatini (Bologna) |

|              |           |           |
| Gridelli 20’ | Marcatori | 29’ Pulga |

| Arbitro: | Novi (Pisa) |

|                                          |           |  |
| Quaggiotto 5’ Pradella 71’ Marronaro 83’ | Marcatori |  |

| Arbitro: | Fabricatore (Roma) |

|                                |           |                           |
| Piras 57’ (rig.) Valentini 89’ | Marcatori | 12’ Scanziani 37’ Marulla |

| Arbitro: | Leni (Perugia) |

|            |           |  |
| G. Pin 47’ | Marcatori |  |

| Arbitro: | Gava |

|                                           |           |                            |
| M. Pellegrini 60’, 70’ Piras 62’ Pani 73’ | Marcatori | 80’ (aut.) Dore 90’ Frutti |

| Arbitro: | Pezzella (Lecce) |

|                               |           |            |
| Piras 82’ Pecoraro Scanio 90’ | Marcatori | 48’ Cuoghi |

| Catania 14 giugno 1987 37ª giornata | Catania           | 0 – 0 | Cagliari | Stadio Cibali\| Arbitro: \| Frigerio (Milano) \| |
| Arbitro:                            | Frigerio (Milano) |       |          |                                                  |

| Arbitro: | Longhi (Roma) |

|  |           |              |
|  | Marcatori | 49’ Paciocco |

### Coppa Italia

#### Primo turno
| Arbitro: | Magni (Bergamo) |

|                               |           |                    |
| Maritozzi 12’ Bergamaschi 17’ | Marcatori | 15’ Comi 83’ Kieft |

| Arbitro: | Tarallo (Como) |

|            |           |               |
| Frutti 41’ | Marcatori | 74’ Montesano |

| Arbitro: | Lombardo (Marsala) |

|               |           |               |
| Tovalieri 67’ | Marcatori | 71’ Maritozzi |

| Cagliari 3 settembre 1986 4ª giornata | Cagliari           | 0 – 0 | Siena | Stadio Sant'Elia\| Arbitro: \| Felicani (Bologna) \| |
| Arbitro:                              | Felicani (Bologna) |       |       |                                                      |

| Arbitro: | Mattei (Macerata) |

|                 |           |  |
| Bergamaschi 27’ | Marcatori |  |

#### Secondo turno
| Arbitro: | Fabricatore (Roma) |

|               |           |  |
| Maritozzi 27’ | Marcatori |  |

| Torino 8 aprile 1987 Ottavi di finale - Ritorno | Torino            | 0 – 0 | Cagliari | Stadio Comunale\| Arbitro: \| Frigerio (Milano) \| |
| Arbitro:                                        | Frigerio (Milano) |       |          |                                                    |

| Arbitro: | Longhi (Roma) |

|            |           |             |
| Marchi 31’ | Marcatori | 37’ Vignola |

| Arbitro: | Sguizzato (Verona) |

|                   |           |                           |
| Soldà 33’ Platini | Marcatori | 27’ Bergamaschi 83’ Piras |

| Arbitro: | Pairetto (Torino) |

|  |           |              |
|  | Marcatori | 77’ Maradona |

| Arbitro: | Luci (Firenze) |

|                                             |           |                   |
| A. Carnevale 22’ Giordano 24’, 42’ Muro 68’ | Marcatori | 36’ (aut.) Romano |